# Troglohyphantes scientificus
Troglohyphantes scientificus är en spindelart som beskrevs av Christa L. Deeleman-Reinhold 1978. Troglohyphantes scientificus ingår i släktet Troglohyphantes och familjen täckvävarspindlar. Inga underarter finns listade i Catalogue of Life.